# Francisco Domínguez Servién
Francisco Domínguez Servien (Santiago de Querétaro, 11 d'agost de 1966) és un polític mexicà, senador i governador de l'Estat de Querétaro.
Va estudiar de veterinari zootecnista a la Universitat Autònoma de Querétaro (1985-1990) i especialitzar-se en producció animal a la Universitat Nacional Autònoma de Mèxic (1990-1991). Va començar la seva carrera política, a l'Asociación de Porcicultores del Estado de Querétaro de la qual va ser president. Després va col·laborar a la Unión Ganadera Regional de Querétaro , que també presidí. És catedràtic a la Facultat de Medicina Veterinària i Zootecnia de la Universitat Autònoma de Querétaro (UAQ) i a l'Institut d'Estudis Superiors de Monterrey, Campus Querétaro.
El febrer de 2015 va abandonar el seu càrrec de senador de la República per presentar-se com a governador de l'Estat. Va guanyar les eleccions del 7 juny de 2015 amb 46,91% dels vots, en superar per 7,26 punts (58.758 sufragis) Roberto Loyola Vera, que va obtenir 39,65% dels vots. Amb la victòria de Francisco Domínguez, el Partit Acció Nacional (PAN) va recuperar la majoria que havia perdut.
Com a senador va integrar les comissions d'Agricultura i Ramaderia, Hisenda i Crèdit Públic, Defensa Nacional i Energia.
Va ser president Municipal de Querétaro. (2009 - 2012), secretari General de l'Associació Nacional d'Alcaldes (2009 - 2011), diputat Federal del 2n Districte de l'Estat de Querétaro i vicecoordinador de la Fracció Parlamentària del Partit Acció Nacional.